# Мечеть Малыбейли
Мечеть Малыбейли (азерб. Malıbəyli məscidi) — мечеть XVIII века в селе Малыбейли Ходжалинского района в Азербайджане.

## История
Мечеть Малыбейли является памятником архитектуры XVIII века. Историко-архитектурный памятник расположен в центре села Малыбейли. Мечеть была построена из Гаргарского местного речного камня. Архитектура Малыбейли относится к Восточному стилю.
Мечеть имеет один минарет и девять куполов. В конце XX века, в период Первой карабахской войны, минарет мечети был разрушен армянами. Высота этой девятикупольной мечети была 7 метров. Эти куполы были сооружены на 4 больших каменных колоннах, которые были украшены резьбой. Купола мечети выложены из жжёного кирпича. На стенах выгравированы различные узорчатые надписи. Красивые колонны и настенная резьба придают особую красоту просторному и высокому залу мечети. Этот историко-архитектурный памятник впоследствии использовался в качестве анбара.
После перехода в 1992 году села под контроль непризнанной Нагорно-Карабахской Республики мечеть прекратила своё функционирование.
Мечеть входит в список охраняемых государством памятников истории и культуры Азербайджана. Распоряжением Кабинета министров Азербайджанской Республики от 2 августа 2001 года мечеть взята под охрану государства как архитектурный памятник истории и культуры национального значения под инвентарным номером 5056.